# Vente pyramidale
La vente pyramidale est une forme d'escroquerie, également connue comme cercles de dons, d'abondance ou d'écoute, ou bien bulles d'argent.
Ces systèmes sont caractérisés par leur aspect secret et la promesse de gains en argent. Leur fonctionnement se base sur le recrutement de nouveaux membres-donateurs, plus que sur une réelle activité de vente de biens ou de services.
Le terme « pyramidal » identifie le fait que seuls les initiateurs du système (au sommet) profitent de l'opération en spoliant les membres de base.
Ces systèmes sont illégaux dans de nombreux pays.

## Principe de fonctionnement

Exemple où chaque membre doit recruter six personnes pour rembourser son investissement de départ : du fait de la progression géométrique, le second niveau doit comporter 36 personnes, le troisième 216 personnes, et ainsi de suite jusqu'à ce que le treizième niveau dépasse la somme des humains présents sur Terre.

Lors de la mise en place d'un système de vente pyramidale, une personne ou une organisation (le « recruteur ») propose à des personnes (les « membres »), de vendre un service ou un produit. Chaque membre doit acheter auprès de leur recruteur une adhésion au système, un investissement financier dans un stock du bien qui va être vendu ou sur un droit d'utiliser le service,,.
Pour espérer gagner de l'argent, les membres doivent recruter d'autres personnes qui à leur tour vendront le bien ou le service, suivant les mêmes conditions de recrutement, à savoir l'achat initial d'un stock ou d'une autorisation de vente ou de pratiquer,. Ces nouvelles personnes deviennent alors des membres de second niveau, qui vont à leur tour tenter de recruter d'autres personnes, qui leur reverseront de l'argent sur les « ventes », et ainsi de suite.
Chaque recruteur touche une part sur le recrutement d'une nouvelle personne ou sur les ventes des membres qu'il a recrutés ; ainsi de l'argent remonte jusqu'à la personne ou l'organisation instigatrice de la vente. Les membres du système sont invités à recruter de plus en plus de personnes.
Pour rembourser la somme initiale et gagner de l'argent, les nouveaux membres doivent impérativement devenir des recruteurs qui vendent eux-mêmes du stock ou des autorisations de vente ou de pratique, la simple vente de ces produits ne permettant pas de se rembourser.
L'argument principal de vente est que plus les membres recrutent de vendeurs, plus ils s'enrichissent, chaque nouveau membre payant une redevance à la personne qui l'a recrutée. Les personnes les plus hautes dans la hiérarchie ont la garantie de gagner de l'argent. Cependant, le système fonctionne suivant le principe mathématique de la progression géométrique, qui rend virtuellement impossible le recrutement de membres au bout de quelque temps. Si les premières personnes membres (le « haut » de la pyramide) peuvent avoir un retour sur leur investissement, les personnes en « bas » de la pyramide ne peuvent plus recruter, et donc ne peuvent plus rembourser les sommes dues ou retrouver leur mise de départ ; elles sont victimes de l'escroquerie,.

## Caractéristiques du système
Il est assez rare qu'une pyramide ait un fonctionnement parfaitement explicite de ce point de vue. Le plus souvent, cette caractéristique fondamentale est dissimulée à l'aide de différentes techniques, qui sont autant de signe de reconnaissance.

### Recrutement et secret
Le recrutement de nouveaux membres se fait lors de séminaires, réunions à domicile, par téléphone, par courriel, par courrier ou par les médias sociaux. Parmi les cibles, on trouve des personnes ayant un besoin immédiat d'argent ou des femmes ayant besoin de soutien.
Les arguments sont souvent présentés par un discours qui inspire la confiance. L'opération est parfois présentée comme étant une opération aux vertus sociales.
Le secret est de mise, les personnes participant étant par exemple invitées à utiliser des pseudonymes lors des rencontres et à garder le secret quant à l'offre proposée.
Il est difficile de trouver le contact public des organisateurs.
Un enrichissement rapide et garanti est promis.
L'opération est présentée comme « parfaitement légale » ou comme « n'étant pas un système pyramidal ».

### Paiement à l'entrée
Chaque membre doit payer pour entrer dans le système proposé,,.
Globalement, le coût d'entrée est élevé, disproportionné par rapport à ce qui sera proposé en échange.

### Argument autour de la vente
Lors du recrutement, plusieurs arguments sont mis en avant concernant le produit ou le service : 
- vente d'un produit futur dont la commercialisation va commencer « bientôt »[2], ou encore un voyage qui ne peut être fait que lorsqu'un groupe a été recruté ;
- explication plausible : (fausse) opération commerciale ou financière, ou bien la pyramide prétend simplement réaliser des opérations « ordinaires » mais innover sur le mode de distribution des bénéfices (que les concurrents se mettraient dans la poche) ;
- vente d'une méthode ou d'un produit « miracle »[2]

Il y a souvent tromperie sur la marchandise :
- la pyramide prétend vendre un produit, en fait elle en vend un autre, par exemple une promesse de ce produit (promesse qui constitue, elle-même, un produit, mais bien sûr très différent de ce à quoi elle se rapporte) ; la matière financière est particulièrement propice à ce genre de tromperie.
- le produit peut aussi s'avérer de faible qualité, impossible à vendre ou ayant un prix d'achat bien plus élevé qu'il ne devrait être[3].

En contrepartie du statut de membre, certains systèmes ne donnent accès qu'à des notices d'information, destinées à vendre le bien (hypothétique) à d'autres personnes.

### Progression
Certains systèmes ont des échelons clairement définis. Par exemple, au Canada francophone, le système nommé « La Moisson » avait pour rangs des « semeurs » (nouveaux entrants), qui devaient devenir « faucheurs » puis « moissonneur », avant d'atteindre le grade de « meunier ». Ce cercle d'entraide a été démantelé par la Sûreté du Québec en 2004.

### Conséquences
Les systèmes pyramidaux sont illégaux dans de nombreux pays.
Outre l'aspect judiciaire, les systèmes pyramidaux entraînent des pertes en argent (non-recouvrement de la somme engagée) et des conséquences sur les relations sociales,.
Le nombre de participants dénonçant ces escroqueries est faible par le fait que la participation peut constituer une complicité, ou parce que dénoncer l'arnaque revient à dénoncer des proches ou à perdre des relations sociales,.

## Cas des bulles d'argent; des cercles de dons, d'abondance ou d'entraide
Parfois, le système pyramidal n'est pas basé sur un produit ou un service, mais sur ce que ses initiateurs présentent comme un jeu. Il est alors demandé une mise de départ et le recrutement d'autres joueurs qui miseront à leur tour. Ce principe est nommé « cercle de dons », « cercle d'abondance », ou « bulle d'argent ».
Il existe aussi des cas de « cercles d'entraide », fonctionnant sur le même principe, et qui promettent un soutien moral, financier ou social.
La promesse est de récupérer « plus tard » sa mise de départ ainsi qu'une importante plus-value,.
Plusieurs niveaux sont définis, chaque nouveau recrutement de membres (avec versement d'argent) permettant aux membres anciens de progresser dans la « hiérarchie » et de se rapprocher du remboursement de leur investissement de départ. Une fois la somme remboursée, l'initiateur quitte le cercle de dons, laissant à sa tête autant de nouveaux « meneurs » qu'il en a recrutés (par exemple, si l'initiateur a recruté deux personnes, ces deux personnes sont chacune à la tête d'un nouveau cercle). Mais bout d'un moment, du fait de la progression géométrique du nombre de personnes à recruter, il n'est plus possible de continuer le cercle,,.
Afin de donner confiance aux personnes pouvant être recrutées, les instigateurs de ces cercles se remettent parfois dans le circuit.

## Démonstrations mathématiques

### Avions
Prenons l'exemple de l'avion, constitué d'un pilote, deux copilotes, quatre hôtesses de l'air ou stewards, et huit passagers. Chaque semaine, le pilote prend le prix des billets des passagers, les passagers deviennent stewards en recrutant chacun deux passagers, les stewards deviennent copilotes et les copilotes deviennent pilotes chacun de leur propre avion.
| Semaine | Cumul nombre de personnes | Nombre d'avions en vol | Nombre de passagers nécessaires pour la semaine suivante |
| ------- | ------------------------- | ---------------------- | -------------------------------------------------------- |
| 1       | 15                        | 1                      | 16                                                       |
| 2       | 31                        | 2                      | 32                                                       |
| 3       | 63                        | 4                      | 64                                                       |
| 4       | 127                       | 8                      | 128                                                      |
| 5       | 255                       | 16                     | 256                                                      |
| 6       | 511                       | 32                     | 512                                                      |
| 7       | 1 023                     | 64                     | 1 024                                                    |
| 8       | 2 047                     | 128                    | 2 048                                                    |
| 9       | 4 095                     | 256                    | 4 096                                                    |
| 10      | 8 191                     | 512                    | 8 192                                                    |
| 11      | 16 383                    | 1 024                  | 16 384                                                   |
| 12      | 32 767                    | 2 048                  | 32 768                                                   |
| 13      | 65 535                    | 4 096                  | 65 536                                                   |
| 14      | 131 071                   | 8 192                  | 131 072                                                  |
| 15      | 262 143                   | 16 384                 | 262 144                                                  |
| 16      | 524 287                   | 32 768                 | 524 288                                                  |
| 17      | 1 048 575                 | 65 536                 | 1 048 576                                                |
| 18      | 2 097 151                 | 131 072                | 2 097 152                                                |
| 19      | 4 194 303                 | 262 144                | 4 194 304                                                |
| 20      | 8 388 607                 | 524 288                | 8 388 608                                                |
| 21      | 16 777 215                | 1 048 576              | 16 777 216                                               |
| 22      | 33 554 431                | 2 097 152              | 33 554 432                                               |
| 23      | 67 108 863                | 4 194 304              | 67 108 864                                               |
| 24      | 134 217 727               | 8 388 608              | 134 217 728                                              |
| 25      | 268 435 455               | 16 777 216             | 268 435 456                                              |
| 26      | 536 870 911               | 33 554 432             | 536 870 912                                              |
| 27      | 1 073 741 823             | 67 108 864             | 1 073 741 824                                            |
| 28      | 2 147 483 647             | 134 217 728            | 2 147 483 648                                            |
| 29      | 4 294 967 295             | 268 435 456            | 4 294 967 296                                            |
| 30      | 8 589 934 591             | 536 870 912            | 8 589 934 592                                            |

30 semaines représentent un peu moins de 7 mois.

## Législations

Carte du monde montrant, en vert, les pays où la vente pyramidale est illégale.

### En Australie
En Australie, il est illégal de promouvoir ou de participer à une vente pyramidale.

### En Belgique
La loi du 14 juillet 1991 a été abrogée par la loi du 6 avril 2010, relative aux pratiques du marché et à la protection du consommateur (MB 12 avril 2010). Cette loi du 6 avril 2010 cite « des pratiques commerciales déloyales, EN TOUTES CIRCONSTANCES », et traite la vente pyramidale de façon plus particulière en ses articles 91 (paragraphe14°) et 127. Elle prévoit notamment un emprisonnement d’un mois à cinq ans et une amende de 26 à 20 000 euros (hors décimes additionnels).
Ces Lois ont été modifiées lors de l'adoption le 28 février 2013 du Code de Droit Economique, lequel est entré en vigueur le 12 décembre 2013. Il intègre notamment la directive 2005/29/CE sur la protection des consommateurs.
Dans ce Code, la vente pyramidale est interdite par les articles VI.100, 14° et VI.109 (le premier s'adressant aux consommateurs tandis que le second s'adresse aux entreprises). La participation à un système de vente pyramidale est passible d'une amende de 500 à 100 000 euros (hors décimes additionnels) et/ou d'une peine d'emprisonnement de un à cinq ans (article XV.87. du Code de Droit Économique).
- Site de dépôt de plaintes
- Texte original de la loi
- Code de Droit Economique

### Au Canada
Au Canada, participer à une organisation pyramidale est illégal.
La loi sur la Concurrence (55.1 (1)), définit le système de vente pyramidale comme un 
« système de commercialisation à paliers multiples dans lequel, selon le cas : a) un participant fournit une contrepartie en échange du droit d’être rémunéré pour avoir recruté un autre participant qui, à son tour, donne une contrepartie pour obtenir le même droit ; b) la condition de participation est réalisée par la fourniture d’une contrepartie pour une quantité déterminée d’un produit, sauf quand l’achat est fait au prix coûtant à des fins promotionnelles ; c) une personne fournit, sciemment, le produit en quantité injustifiable sur le plan commercial ; d) le participant à qui on fournit le produit :
- (i) soit ne bénéficie pas d’une garantie de rachat ou d’un droit de retour du produit en bon état de vente, à des conditions commerciales raisonnables,
- (ii) soit n’en a pas été informé ni ne sait comment s’en prévaloir. »

La loi interdit de mettre sur pied, d’exploiter, de promouvoir un système de vente pyramidale ou d’en faire la publicité sous peine d’amende dont le montant est fixé par le tribunal ou d’un emprisonnement maximal de cinq ans.
Le Code criminel dans son article 206. (1) e) dit ceci : « Conduit ou administre un plan, un arrangement ou une opération de quelque genre que ce soit, ou y participe, moyennant quoi un individu, sur paiement d’une somme d’argent ou sur remise d’une valeur ou, en s’engageant lui-même à payer une somme d’argent ou à remettre une valeur, a droit, en vertu du plan de l’arrangement ou de l’opération, de recevoir de la personne qui conduit ce plan, l’arrangement ou l’opération, ou de tout autre personne, une forte somme d’argent ou valeur plus élevée que la somme versée ou la valeur remise ou à payer ou remettre, quelque somme d’argent ou valeur en vertu du plan, de l’arrangement ou de l’opération [...] Est coupable d’une infraction punissable sur déclaration de culpabilité par procédure sommaire quiconque achète, prend ou reçoit un lot, un billet ou un autre article mentionné au paragraphe (1) ».

### En France
La vente pyramidale (procédé dit de la « boule-de-neige » ou de la « chaîne d’argent ») est interdite en France depuis 1953.
Selon la législation française, « Il est interdit de proposer à une personne de collecter des adhésions ou de s'inscrire sur une liste en exigeant d'elle le versement d'une contrepartie quelconque et en lui faisant espérer des gains financiers résultant d'une progression géométrique du nombre de personnes recrutées ou inscrites » et « cette interdiction est assortie de peines d'amende ou de prison ».
En 2012, la Miviludes a établi un guide pour donner « aussi bien aux professionnels de la santé qu'aux particuliers » les démarches à suivre, notamment dans le cas où ils sont contactés pour la « diffusion de produits complémentaires thérapeutiques par le système des ventes pyramidales ».

### En Suisse
La Loi fédérale sur la concurrence déloyale du 19 décembre 1986 rend déloyale cette pratique qui devient ainsi illicite, par l'article 3, alinéa 1, lettre r. Le texte déclare : « Agit de façon déloyale celui qui [...] subordonne [...] la distribution de primes ou l'octroi d'autres prestations à des conditions dont l'avantage pour l'acquéreur dépend principalement du recrutement d'autres personnes plutôt que de la vente ou de l'utilisation de marchandises ou de prestations (système de la boule de neige, de l'avalanche ou de la pyramide) ».
Les cercles de dons, assimilés jusqu'au 31 mars 2012 à des loteries illégales puis, après cette date, à de la concurrence déloyale, sont interdits.

## Différence avec les systèmes de vente multi-niveau
Ce système se confond fréquemment avec la « vente multiniveau » ou « commercialisation à paliers multiples » (en anglais multi-level marketing ou « MLM »). Cependant des différences entre ces systèmes permettent à certains pays d'interdire la vente pyramidale alors que la vente multiniveau est légale (notamment en France grâce au statut de Vendeur à domicile indépendant (VDI)).
Le MLM a pour but de vendre des produits existants via des revendeurs identifiés, alors que la vente pyramidale a pour but de recruter des membres qui « investissent » dans un système.
La distinction est parfois difficile à faire : la société Herbalife (qui présentait son activité comme de la vente multiniveau) a été condamnée à de multiples reprises pour vente pyramidale,.